# Törökország az 1968. évi téli olimpiai játékokon
Törökország a franciaországi Grenoble-ban megrendezett 1968. évi téli olimpiai játékok egyik részt vevő nemzete volt. Az országot az olimpián 2 sportágban 11 sportoló képviselte, akik érmet nem szereztek.

## Alpesisí
Férfi
| Versenyző       | Versenyszám      | Selejtező     | Selejtező     | Selejtező  | Selejtező  | Döntő    | Döntő    | Döntő    | Döntő    | Döntő         | Döntő         |
| Versenyző       | Versenyszám      | 1. futam      | 1. futam      | 2. futam   | 2. futam   | 1. futam | 1. futam | 2. futam | 2. futam | Összesítés    | Összesítés    |
| Versenyző       | Versenyszám      | Idő           | Hely.         | Idő        | Hely.      | Idő      | Hely.    | Idő      | Hely.    | Idő           | Helyezés      |
| --------------- | ---------------- | ------------- | ------------- | ---------- | ---------- | -------- | -------- | -------- | -------- | ------------- | ------------- |
| Burhan Alankuş  | Műlesiklás       | nem ért célba | nem ért célba | nem indult | nem indult | kiesett  | kiesett  | kiesett  | kiesett  | kiesett       | kiesett       |
| Özer Ateşçi     | Lesiklás         |               |               |            |            |          |          |          |          | 2:25,18       | 67.           |
| Özer Ateşçi     | Műlesiklás       | 1:10,58       | 4.            | 1:14,83    | 4.         | kiesett  | kiesett  | kiesett  | kiesett  | kiesett       | kiesett       |
| Özer Ateşçi     | Óriás-műlesiklás |               |               |            |            | kizárták | kizárták | kiesett  | kiesett  | kiesett       | kiesett       |
| Zeki Erylıdırım | Óriás-műlesiklás |               |               |            |            | 2:37,07  | 91.      | 2:29,72  | 88.      | 5:06,79       | 87.           |
| Mehmet Gökcan   | Lesiklás         |               |               |            |            |          |          |          |          | nem ért célba | nem ért célba |
| Ahmet Kıbıl     | Műlesiklás       | kizárták      | kizárták      | 1:04,52    | 3.         | kiesett  | kiesett  | kiesett  | kiesett  | kiesett       | kiesett       |
| Ahmet Kıbıl     | Óriás-műlesiklás |               |               |            |            | 2:19,69  | 86.      | 2:20,54  | 82.      | 4:40,23       | 82.           |
| Bahattin Topal  | Lesiklás         |               |               |            |            |          |          |          |          | nem ért célba | nem ért célba |
| Mehmet Yıldırım | Lesiklás         |               |               |            |            |          |          |          |          | 2:40,79       | 71.           |
| Mehmet Yıldırım | Műlesiklás       | 1:05,31       | 5.            | 1:02,39    | 4.         | kiesett  | kiesett  | kiesett  | kiesett  | kiesett       | kiesett       |
| Mehmet Yıldırım | Óriás-műlesiklás |               |               |            |            | 2:23,15  | 88.      | 2:23,71  | 85.      | 4:46,86       | 84.           |

## Sífutás
Férfi
| Versenyző                                     | Versenyszám     | Eredmény  | Helyezés |
| --------------------------------------------- | --------------- | --------- | -------- |
| Şeref Çınar                                   | 15 km           | 1:04:12,2 | 69.      |
| Naci Öğün                                     | 15 km           | 1:05:56,4 | 71.      |
| Yaşar Ören                                    | 15 km           | 1:09:03,8 | 72.      |
| Rızvan Özbey                                  | 15 km           | 1:05:02,3 | 70.      |
| Rızvan Özbey Yaşar Ören Şeref Çınar Naci Öğün | 4 × 10 km váltó | 3:01:52,1 | 15.      |